# Lom nad Volčo
Lom nad Volčo je naselje v Občini Gorenja vas - Poljane.